# Kronobergsparken

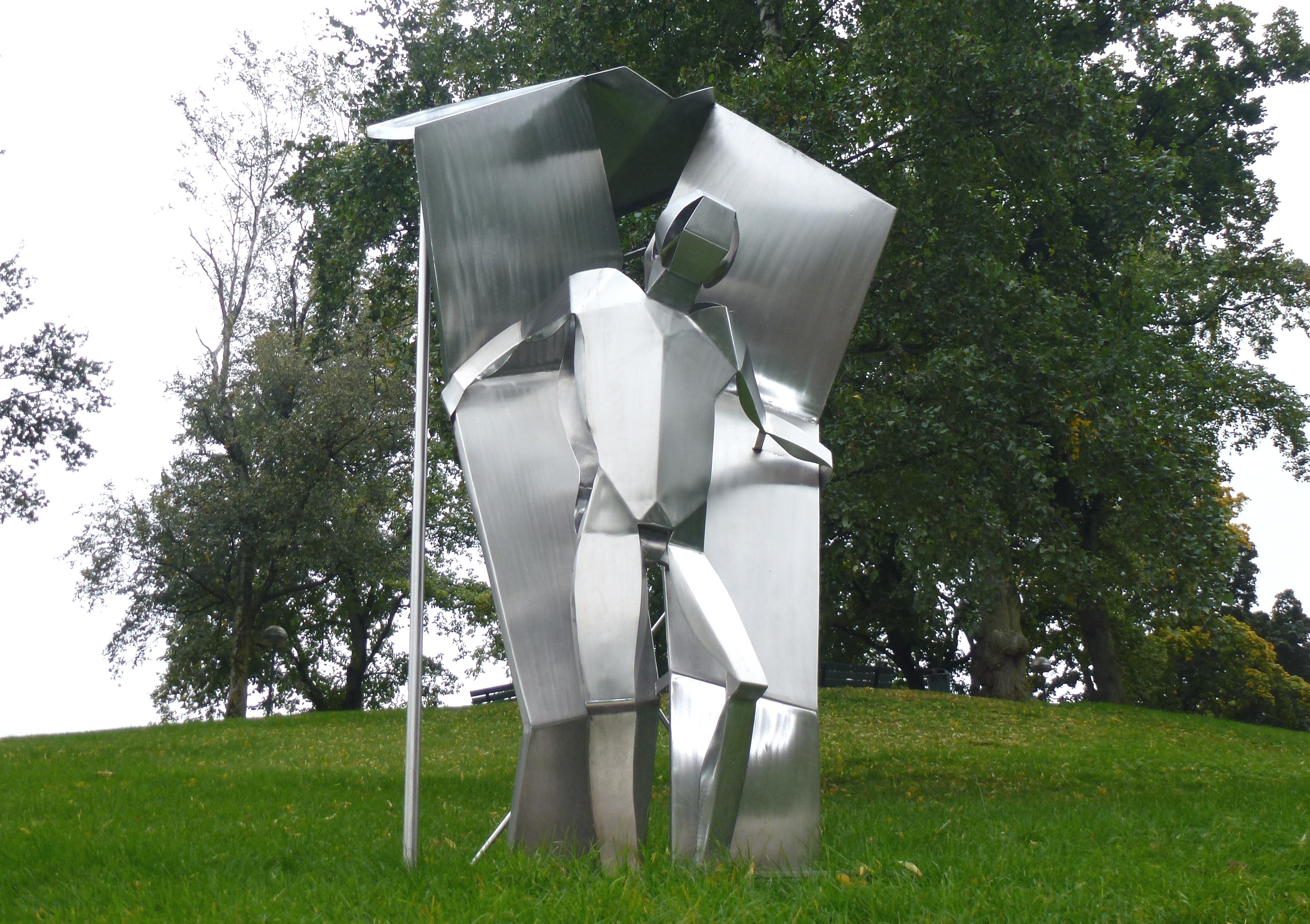
"Ikaros med draken" i parken.

Kronobergsparken (historiskt Kronoberget) är en park på Kungsholmen i Stockholms innerstad. Den ligger mellan Polhemsgatan, Bergsgatan, Kronobergsgatan och Parkgatan. Parken är en av Stockholm bergsparker som anlades enligt Albert Lindhagens generalplan från 1866. Det fanns två alternativ till parkens gestaltning, en med rund respektive en med oval grundform.

## Beskrivning

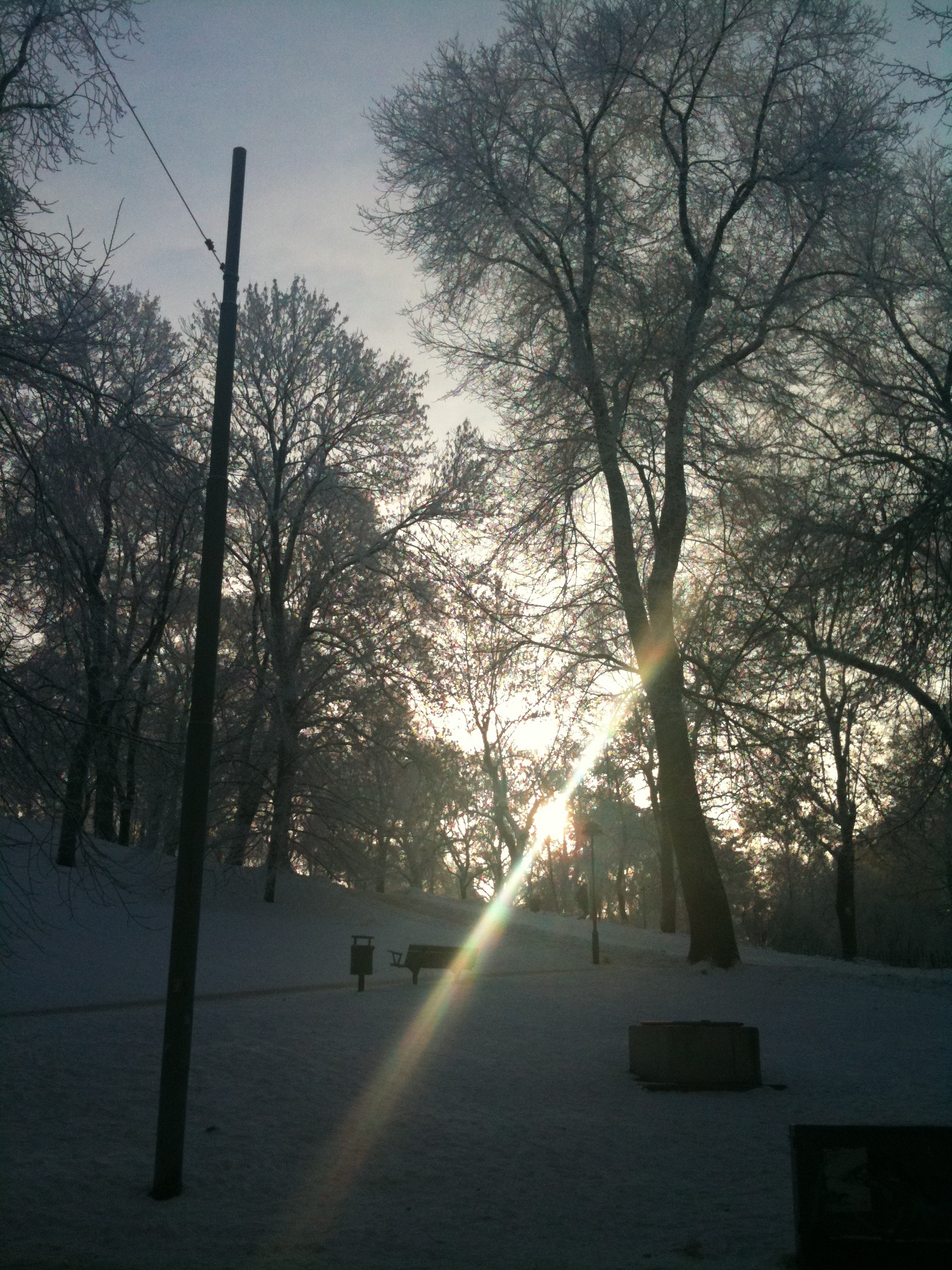
Kronobergsparken, 2010.

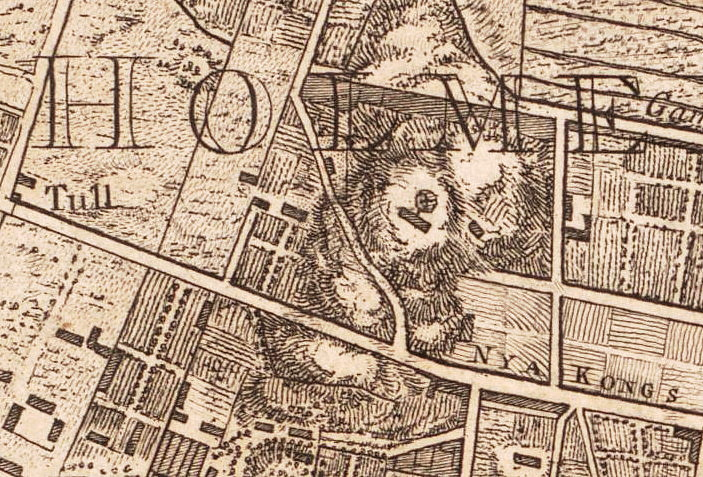
Kronoberget med kvarnen 1805.

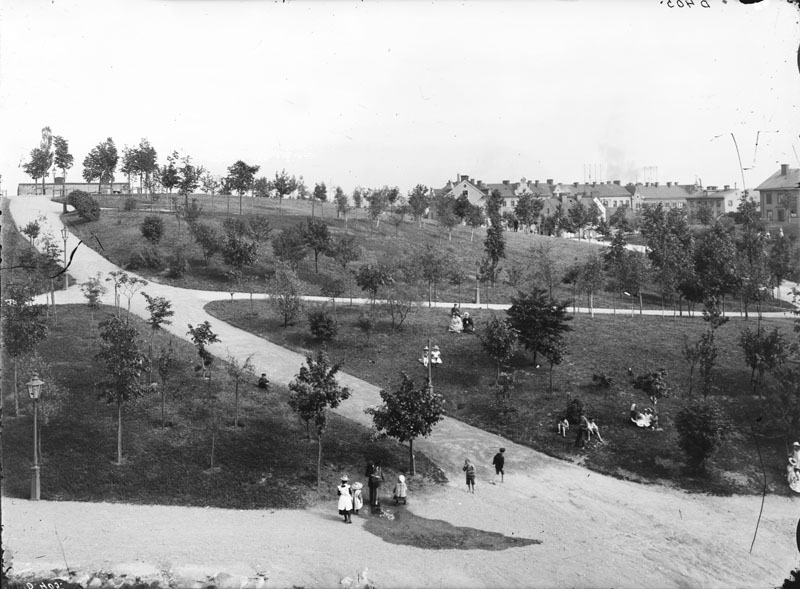
Parken från Kronobergsgatan, ca 1900.

Den plats där parken ligger hette från början Kronoberget, och det var även parkens namn fram till 1962. Arbetet med att anordna en park inleddes 1883 med att man lade upp matjord lite här och där. År 1891 började man arbetet i den sydvästra delen, arbetet fortsatte fram till 1912, sist området vid Polhemsgatan. Före 1920-talet lär toppen av själva Kronoberget erbjudit en av Stockholms vackraste utsiktspunkter över Riddarfjärden. Åren 1933–1935 gjorde man i ordning området närmast Kungsholmens brandstation. Parken är cirka 250×220 meter eller cirka 5,5 hektar.
Ursprunget till namnet Kronoberg kommer från kvarteret Kronoberg  (Quartet Croneberg) på Petrus Tillaeus karta från 1733) och förmodligen gav kvarterets förste ägare Johan Leijoncrona sitt namn till området. Enligt en annan teori var det Kronobergskvarnen på bergets topp, som gav namnet. Kronkvarnen malde säd för de privilegierade kungliga brännvinsbrännerier. Kvarnen byggdes dock först efter 1793 medan kvarteret Croneberg redan fanns 1733 på Tillaeus karta. Kvarnen brann ner 1835. 
Parken består till stor del av en hög kulle, 40,3 m ö.h., som är den högsta punkten i hela stadsdelen. Det finns en förskola (i nordöstra hörnet), en parklek (i sydvästra hörnet) samt den Judiska begravningsplatsen Kronoberg (mitt på västra sidan) som anlades redan 1787. Sista begravningen där ägde rum 1857 och den är vilorum för 209 personer.
År 1979 avtäcktes skulpturen Ikaros med draken av konstnären Barbro Lindvall-Liljander.
I kvarteret öster om parken, där tidigare barnsjukhuset Kronprinsessan Lovisas vårdanstalt låg, finns numera Stockholms polishus med Rikspolisstyrelsen och Kronobergshäktet. 
Söder om parken, vid Bergsgatan, finns sedan 1904 Kungsholms baptistkyrka, vars ursprungliga namn var Betaniakyrkan. Strax väster om Betaniakyrkan, fanns till under 1920-talet Missionshyddan på Kungsholmen då den flyttades och blev Arholma kyrka. 
Åren 2002 till 2003 genomfördes en större renovering av parken. Under parken ligger en parkeringsplats som har en in- och utfart mot parkens västra sida mot Fridhemsplan.